# 全国教育振興会
全国教育振興会（ぜんこくきょういくしんこうかい）は、通信制予備校を運営していた会社。2008年（平成20年）に倒産した。

## 沿革
1988年に、大検予備校である朝日高等学院の運営会社として設立された。のち事業を拡大し、東京法科アカデミー、東京商科アカデミー、日本メディカルスクール、日本ペットビジネスアカデミーなど7つの通信制予備校を運営した。マスメディアへも積極的に広告を流し、2006年6月期には34億6400万円、2007年6月期には31億円を売り上げた。しかし他社との競争が激化し、受講生の確保を図るため大手よりも講座料を低く設定したものの利益につながらず、2008年6月期の売り上げは19億円まで落ち込んだ。6月には6名の役員全員が辞職し、再建に臨んだ。しかし10月には取引先への支払いが不能になり事業を停止し、約10億円の負債を抱え11月に倒産した。

## 特定商取引法違反
2008年12月19日、特定商取引法の違反行為（不実告知、勧誘目的等不明示、再勧誘、書面不備、虚偽記載指示）のため、経済産業省から業務停止命令（3ヶ月）の行政処分を受けた。
経済産業省の発表によると、勧誘担当者はそれまで開講していた資格は「名称が変更になり、今はメンタルケアセラピストという資格である」と説明した後、「メンタルケアセラピスト講座は、本当にすばらしい講座です。（中略）講座は厚生労働大臣指定の教育訓練講座で、この資格は国家資格と似たような資格で、臨床心理士と同等の資格です」などと告げたとされる。
この時点で全国教育振興会は既に倒産しており、受講生らへの補償の見通しは立っていないとのことである。